# Ralf Schnell

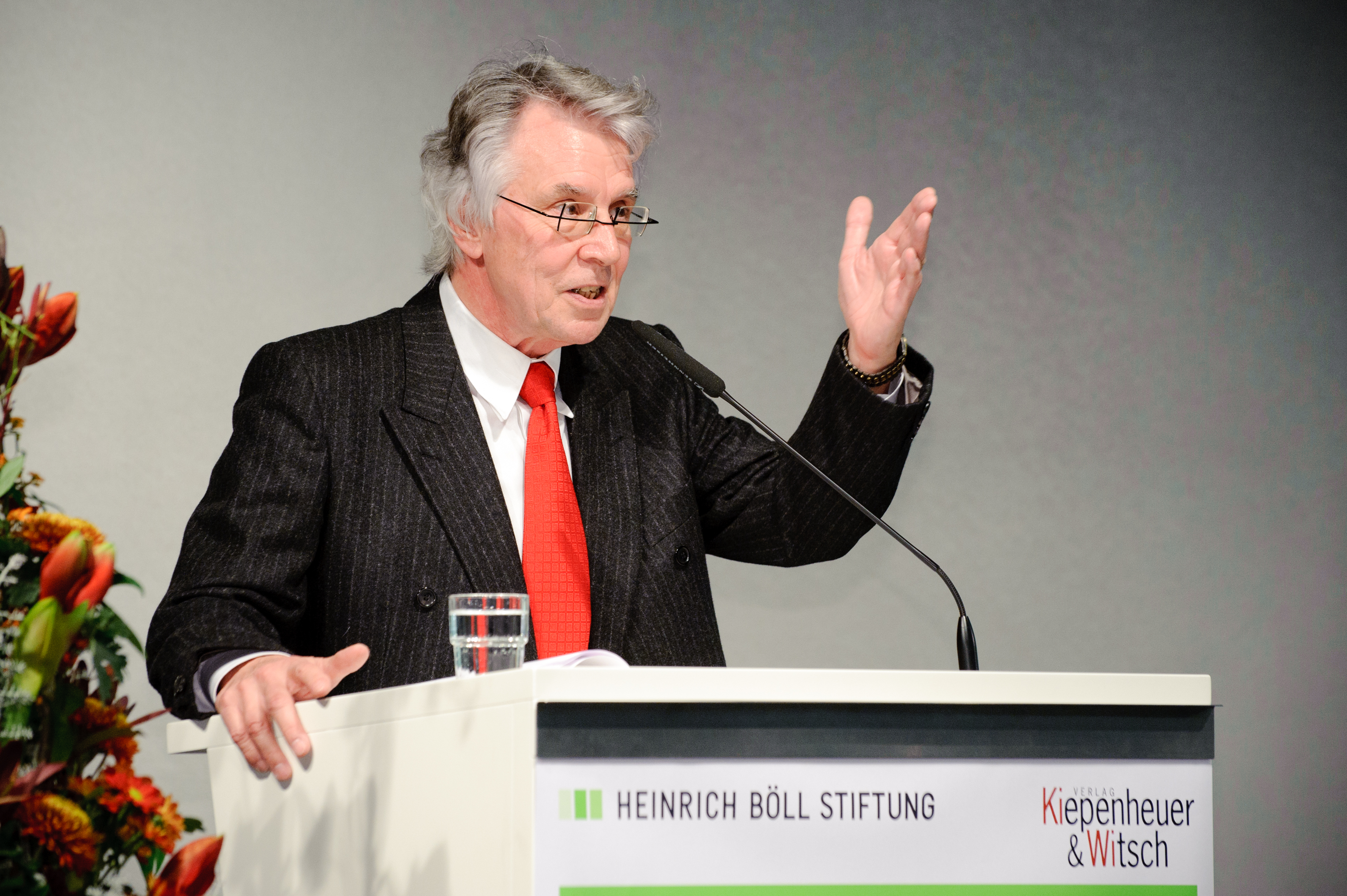
Ralf Schnell (2010)

Ralf Schnell (* 22. September 1943 in Oldenburg) ist ein deutscher Germanist, Literatur- und Medienwissenschaftler. Er lebt und arbeitet als Publizist in Berlin.

## Leben
Ralf Schnell besuchte das Alte Gymnasium in Oldenburg (Oldb.) und legte dort 1964 das Abitur ab. Er studierte Germanistik, Publizistik, Theaterwissenschaft und Philosophie an der Universität zu Köln und an der Freien Universität Berlin. Nach dem Studium war er zunächst im Präsidialamt der FU Berlin tätig und betreute die universitätsinterne Kommunikation. 1972 wechselte er als Wissenschaftlicher Assistent an die Universität Hannover und wurde 1976 an der Fakultät für Geistes- und Sozialwissenschaften promoviert. 1978 habilitierte er sich an der Universität Hannover.
1981 erhielt er einen Ruf als Professor für Neuere deutsche Literaturgeschichte mit den Schwerpunkten Literatur des 20. Jahrhunderts und Theorie und Praxis audiovisueller Medien an die Universität Hannover; daneben war er freiberuflich als Publizist und Literaturkritiker tätig (u. a. für WDR, NDR, Frankfurter Rundschau, Die Zeit). Von 1988 bis 1990 war er Lektor des Deutschen Akademischen Austauschdienstes (DAAD) und Gastprofessor für deutsche Literatur und Sprache an der Keio-Universität in Tokyo. Von 1991 bis 1997 lehrte er an der Keio-Universität als Ordentlicher Professor für Neuere deutsche Literaturgeschichte und Medienästhetik.
1997 folgte Ralf Schnell einem Ruf auf die Professur (C 4) für Germanistik / Neuere deutsche Literaturwissenschaft (Nachfolge Helmut Kreuzer) an die Universität Siegen. Von 2001 bis 2006 war er Geschäftsführender Direktor des Instituts für Medienforschung und von 2002 bis 2006 Leiter des DFG-Forschungskollegs FK 615 „Medienumbrüche. Medienkulturen und Medienästhetik zu Beginn des 20. Jahrhunderts und im Übergang zum 21. Jahrhundert“. Vom 18. April 2006 bis zum 30. September 2009 war er Rektor der Universität Siegen. Er war als gewählter Fachgutachter Germanistik / Literaturwissenschaft von 2001 bis 2008 in der Deutschen Forschungsgemeinschaft (DFG) tätig. Er übernahm Gastprofessuren an Universitäten in den Niederlanden, Ägypten, Thailand, Laos, Vietnam, China und Polen.
Von 1998 bis 2010 war Ralf Schnell Mitherausgeber der Zeitschrift für Literaturwissenschaft und Linguistik (LiLi) sowie Mitherausgeber und Sprecher des Herausgebergremiums der 27-bändigen Kölner Ausgabe der Werke Heinrich Bölls (2002–2010). Von 1998 bis 2005 war er Mitglied der Literaturjury der Märkischen Kulturkonferenz und von 2012 bis 2018 Schirmherr des Literaturfestivals Literaturpflaster in Bad Berleburg. Außerdem vertrat er von 2009 bis 2021 die Landesrektorenkonferenz Nordrhein-Westfalens im Rundfunkrat des Westdeutschen Rundfunks.
Zu Schnells Forschungsschwerpunkten zählen die deutsche Literaturgeschichte vom 18. bis zum 21. Jahrhundert, ferner Literatur- und Medientheorie unter besonderer Berücksichtigung intermedialer und interkultureller Fragestellungen. Schnell arbeitet in der Medienwissenschaft zur Medienästhetik von der Antike bis zur Gegenwart unter besonderer Berücksichtigung der Geschichte und Theorie des Films. Einen weiteren Schwerpunkt seiner Arbeit bilden Aspekte der Medienumbrüche um 1900 und im Übergang zum 21. Jahrhundert. In jüngster Zeit hat er sich mit kulturgeschichtlichen Aspekten der Kalligrafie befasst, ferner mit Problemen der Lyrik im 20. und 21. Jahrhundert sowie mit Fragen des Strukturwandels im öffentlich-rechtlichen Rundfunk.
Er ist Mitgründer des PEN Berlin.

## Ehrungen
- Träger der Diesterweg-Ehrenrings
- Verleihung des Bundesverdienstkreuzes durch Bundespräsident Frank-Walter Steinmeier (2021)[3]

## Schriften (Auswahl)
- Literarische Innere Emigration 1933–1945. 1976
- Die Literatur der Bundesrepublik. Autoren-Geschichte-Literaturbetrieb. 1986
- Die verkehrte Welt. Literarische Ironie im 19. Jahrhundert. 1989
- Geschichte der deutschsprachigen Literatur seit 1945. 1993
- Heinrich Heine zur Einführung. 1996
- Dichtung in finsteren Zeiten. Deutsche Literatur und Faschismus. 1998
- Medienästhetik. Zu Geschichte und Theorie audiovisueller Wahrnehmungsformen. 2000
- Orientierung Germanistik. Was sie kann, was sie will. 2000
- Geschichte der deutschsprachigen Literatur seit 1945. 2., erweiterte Auflage 2003
- Deutsche Literatur von der Reformation bis zur Gegenwart. 2011
- Heinrich Böll und die Deutschen. 2017[4]
- Es entfernten sich die Dinge. Kalligraphische Reflexionen (mit Gerd Doege). 2020
- Die Spuren sind der Weg. 33 Fundstücke – Miniaturen – Vignetten (mit Gerd Doege). 2023

Quelle:

## Herausgeberschaften (Auswahl)
- Kunst und Kultur im deutschen Faschismus. 1978
- „Schreiben ist ein monologisches Medium“. Dialoge mit und über Peter-Paul Zahl. 1979.
- Gewalt im Film. 1987
- Metzler Lexikon Kultur der Gegenwart. 2000
- Wahrnehmung – Kognition – Ästhetik. Neurobiologie und Medienwissenschaften. 2005
- Medienanthropologie und Medienavantgarde. Ortsbestimmungen und Grenzüberschreitungen (Mithg.). 2005
- MedienRevolutionen. Beiträge zur Mediengeschichte der Wahrnehmung. 2006
- Schwellen der Medialisierung. Medienanthropologische Perspektiven – Deutschland und Japan (Mithg.). Bielefeld 2008
- Panoramen der Anderswelt – Expeditionen ins Werk von Alban Nikolai Herbst. 2008
- Vielfacher Blick. Eberhard Lämmert zum 90. Geburtstag (Mithg.). 2014
- Carius #68+. Im Labyrinth der Ereignisse. 2018

Quelle: